# Sebastián Sancho
Sebastián Sancho (25 de agosto de 1998) es un deportista costarricense que compite en judo. Ganó una medalla de oro en el Campeonato Panamericano de Judo de 2022, en la categoría de –60 kg.

## Palmarés internacional
| Campeonato Panamericano | Campeonato Panamericano | Campeonato Panamericano | Campeonato Panamericano |
| Año                     | Lugar                   | Medalla                 | Categoría               |
| ----------------------- | ----------------------- | ----------------------- | ----------------------- |
| 2022                    | Lima (Perú)             | Medalla de oro          | –60 kg                  |